# Жупа (община Требине)
Жупа (на сръбски: Жупа) е село в Босна и Херцеговина, разположено в община Требине, в ентитета на Република Сръбска. Населението му според преброяването през 2013 г. е 44 души, от тях: 55 28 (63,64 %) сърби и 16 (36,36 %) бошняци.

## Население
Численост на населението според преброяванията през годините:
- 1961 – 161 души
- 1971 – 139 души
- 1981 – 127 души
- 1991 – 115 души
- 2013 – 44 души